# Ruth Bosibori
Ruth Bosibori Nyangau (Bosiango, 2 januari 1988) is een Keniaanse atlete, die is gespecialiseerd in de 3000 meter steeplechase.

## Biografie

### Jeugd
Bosibori is geboren in het dorpje Bosiango, vlak bij Kisii.
Ze begon in 2003 met hardlopen, toen ze nog op de Kebirichi Secondary School zat. Ze kreeg een baan bij de Keniaanse politie, nadat ze de Provinciale kampioenschappen won in 2007. Ze loopt gewoonlijk op blote voeten.

### 2007
In 2007 beleefde Ruth Bosibori een sterk jaar. Ze won in juli de 3000 m steeplechase bij de Afrikaanse Spelen in Algiers. Met een tijd van 9.31,99 versloeg ze de Ethiopische Mekdes Bekele Tadese (zilver) en Netsanet Achamo (brons).
Op de wereldkampioenschappen van 2007 in Osaka verbeterde ze in de voorrondes van de 3000 m steeplechase haar persoonlijk record naar 9.31,20. In de finale eindigde ze op de vierde plaats. Ze liep een nieuw wereldjeugdrecord van 9.25,25 en eindigde hiermee achter de Russinnen Jekaterina Volkova (goud), Tatjana Petrova (zilver) en haar landgenote Eunice Jepkorir (brons).
Een lang leven was het in Osaka gevestigde jeugdrecord overigens niet beschoren: een maand later, op 3 oktober, liep Ruth Bosibori de 3000 m steeplechase in Daegu alweer een halve minuut sneller. Haar daar gerealiseerde 9.24,51 staat sindsdien in de boeken als het huidige wereldrecord bij de junioren.

### 2008
Op de Olympische Spelen van 2008 in Peking plaatste ze zich voor de finale, waarin ze met een persoonlijk record van 9.17,35 een zesde plaats behaalde. Aan het einde van het seizoen won ze nog een bronzen medaille bij de wereldatletiekfinale in Stuttgart.

### 2009
Bij de wereldkampioenschappen van 2009 in Berlijn verbeterde ze haar persoonlijk record tot 9.13,16. De wedstrijd werd gewonnen door de Spaanse Marta Domínguez in 9.07,32.

## Persoonlijke records
| Onderdeel           | Prestatie | Datum             | Plaats   |
| ------------------- | --------- | ----------------- | -------- |
| 1500 m              | 4.09,54   | 25 september 2009 | Daegu    |
| 3000 m              | 8.45,48   | 1 september 2009  | Rovereto |
| 5000 m              | 15.26,65  | 16 september 2007 | Berlijn  |
| 3000 m steeplechase | 9.13,16   | 17 augustus 2009  | Berlijn  |

## Palmares

### 3000 m steeple
Kampioenschappen
- 2007:  Afrikaanse Spelen - 9.31,99
- 2007: 4e WK - 9.25,25
- 2008: 6e OS - 9.17,35
- 2008:  Wereldatletiekfinale - 9.24,38
- 2009: 6e WK - 9.13,16 (na DQ Domínguez)
- 2009:  Wereldatletiekfinale - 9.13,43

Golden League-podiumplaatsen
- 2009:  Bislett Games - 9.18,65
- 2009:  Golden Gala - 9.17,85